# PPD-40
1940년형 데그차례프 기관단총(러시아어: Пистолет-пулемёт Дегтярёва, 영어: Pistolet-Pulemyot Degtyaryova; PPD-40)는 1934년에 바실리 데그차례프가 설계한 기관단총이다. 이 기관단총은 독일 베르그만 MP18/MP28을 거의 복사에 가까운 수준으로 개발한 것으로 탄창은 일반적인 상자형 탄창뿐만 아니라 핀란드의 수오미 기관단총의 대용량 드럼탄창을 채용했다. 1935년에 PPD-34라는 이름으로 군용으로 처음으로 채용되었다. 1938년과 1940년에 개량형이 PPD-34/38과 PPD-40으로 명명되어 채용되었고, 소소한 변화가 있었다. 그럼에도 불구하고 PPD-40은 대량생산을 하기에는 너무 복잡하고 비싸서 제2차 세계 대전 초기에 사용되긴 했지만, 1941년 말에 PPD-40을 대체하고자 더 강력하고 값싼 PPSh-41로 교체되었다.

## 같이 보기
- 기관단총 목록
- PPSh-41